# Občina Kostel
Občina Kostel je občina v južni Sloveniji, tik ob hrvaški meji. Obsega levi breg reke Kolpe od Srobotnika ob Kolpi do Grglja skupaj z delom planotastega zaledja. Ime sta pokrajina in občina dobili po gradu Kostel, pomembnem zgodovinskem središču pokrajine.
Današnja občina je bila ustanovljena 7. avgusta 1998 z odcepitvijo dela ozemlja na jugu občine Kočevje. Sedež občine je bil prvotno v Fari, od 2015 pa je v vasi Vas.

## Geografija
Kostelsko pokrajino sestavljajo kraške planote, skozi katere je vsekana rečna dolina Kolpe. Nadmorska višina pokrajine se giblje med okoli 200 metri v dolini Kolpe in dobrimi 900 metri, kolikor doseže najvišja točka občine, vrh Kapič. Dolina je kmetijsko obdelana, medtem ko planote večinoma porašča dinarski jelovo-bukov gozd.
Edina večja prometna povezava je cesta G2-106 Ljubljana–Kočevje–Petrina(–Delnice). Poleg tega vzdolž Kolpe tečeta regionalni cesti št. 657 proti Osilnici ter št. 918 proti Kotu ob Kolpi.

## Zgodovina
Glede na najdbe lahko sklepamo o poselitvi Kostela že v prazgodovini: kameni in železni dobi. Proti koncu železne dobe sta se tu pomešali kulturi indoevropskih Keltov in ilirskih Japodov, ki so že prej živeli na območju od Notranjske do Bele krajine. V rimski dobi je bilo to ozemlje nekoliko bolj gosto naseljeno, saj Rimljani staroselcev niso preganjali. Rimska oblast v naših krajih je prenehala s preseljevanjem ljudstev, ki je trajala nekako do začetka 7. stoletja, ko so velike selitve zaključili Slovani. Ker je dolina reke Kolpe zelo ozka in dokaj neprimerna za poselitev, so bili bolj poseljeni prostornejši deli doline reke Kolpe, in sicer že pred letom 1248, iz katerega je znan najstarejši pisni vir, ki govori o poselitvi Kostela.
V srednjem veku je bilo na Kostelskem pomembno središče grad Kostel. Grad, ki je bil v virih prvič omenjen leta 1336, je bil najprej last Ortenburžanov, zatem Celjanov ter po letu 1456 Habsburžanov, ki so ga dajali v zakup drugim plemičem. Je edina večja grajska stavba, ki je znotraj obzidja ščitila celo naselje. Grad je zaradi dobrega strateškega položaja imel pomembno obrambno vlogo, zlasti v času turških vpadov. Aprila 1578 so ga Turki požgali, enako so leta 1809 storili tudi Francozi v uporu in leta 1943 partizanske enote, da bi preprečile naselitev domobrancev.

## Prebivalstvo
Število prebivalcev v pokrajini upada. Medtem ko je bilo leta 1869 ocenjeno na 2800, jih je bilo leta 1966 le še 1255; leta 2023 je v občini živelo 621 prebivalcev, največ v Potoku (54) in Vasi (51).
Kostel je občina z najstarejšim prebivalstvom v državi, leta 2023 je namreč povprečna starost znašala 52,1 leta.

## Naselja v občini
Ajbelj, Banja Loka, Briga, Brsnik, Colnarji, Delač, Dolenji Potok, Dren, Drežnik, Fara, Gladloka, Gorenja Žaga, Gorenji Potok, Gotenc, Grgelj, Grivac, Hrib pri Fari, Jakšiči, Jesenov Vrt, Kaptol, Kostel, Krkovo nad Faro, Kuželj, Laze pri Kostelu, Lipovec pri Kostelu, Mavrc, Nova sela, Oskrt, Padovo pri Fari, Petrina, Pirče, Planina, Poden, Podstene pri Kostelu, Potok, Puc, Rajšele, Rake, Sapnik, Selo pri Kostelu, Slavski Laz, Srednji Potok, Srobotnik ob Kolpi, Stelnik, Stružnica, Suhor, Štajer, Tišenpolj, Vas, Vimolj, Vrh pri Fari, Zapuže pri Kostelu

## Župani
- Valentin Južnič (1998–2014)
- Lilijana Butina (2014–2018)
- Ivan Črnkovič (2018–2022)
- Nataša Turk (2022–)

## Galerija
- Kuželjska stena nad Kuželjem
- Panoramska slika, v ozadju grad Kostel
- Grad Kostel
- Mihova jama ob Kolpi
- Slap Nežica